# Space Empires V
Space Empires V (SEV) là một trò chơi chiến thuật theo lượt dạng 4X được phát hành vào năm 2006. Game này được Malfador Machinations phát triển và được Strategy First xuất bản. Phiên bản này vẫn giữ nguyên nhiều chủng tộc và công nghệ từ phiên bản trước Space Empires IV (SEIV) của nó.

## Đánh giá
Game này được đánh giá có phần trái ngược nhau. Một số đánh giá đã phàn nàn rằng trò chơi là quá phức tạp và có quá nhiều lựa chọn cho người chơi, đặc biệt là trong khi thiết lập một ván chơi mới, và rằng game này có thể không phù hợp cho những người chơi 4X mới. Một lỗi rất lớn trong game làm nhiều người chơi thất vọng là: AI luôn xây dựng chỉ có một loại tàu dựa trên kích thước thân tàu lớn nhất có sẵn. Ví dụ, nếu AI đã có công nghệ kích thước thân tàu chiến, nó sẽ chỉ xây dựng tàu chiến cho đến khi nó có được một kích thước thân tàu lớn hơn.